# 麥加
麥加（阿拉伯語：مَكَّة，羅馬化：Makkah，漢志阿拉伯語發音：[makːa] ⓘ，中文較罕見的翻譯有滿克、墨克等譯名），正式名稱為麥加-穆卡拉瑪（阿拉伯語：مَكَّة الْمُكَرَّمَة，羅馬化：Makkah al-Mukarramah，直译：「榮譽的麥加」，漢志阿拉伯語發音：[makːa almʊkarːama]），為伊斯蘭教第一大聖城、伊斯兰教的发祥地及沙烏地阿拉伯麥加省省會。該城距吉達的紅海海岸70（43英里），並位於海拔277米（909英尺）的狹長山谷中。2015年，麥加人口共計1,578,722人。2020年，麥加都會區人口估計約有204.2萬人，繼利雅德和吉達之後，位列沙烏地阿拉伯人口第三多的城市。在每年朝覲期間，湧入的人數比原有人口多3倍。
麥加被認為是伊斯蘭教先知穆罕默德的發祥地。位於麥加外圍光明山頂的希拉山洞被穆斯林認定為《古兰经》首次向穆罕默德顯現之地。造訪麥加進行朝覲是所有有能力的穆斯林必須實踐的其中一項義務。麥加的禁寺是克爾白的所在地，穆斯林們相信這些建築是由易卜拉欣及易斯馬儀所為，是伊斯蘭教的其中一處聖地；所有穆斯林必須要向克爾白的方向朝拜（基卜拉），進而鞏固麥加在伊斯蘭教的地位。
在漢志地區內外的穆斯林統治者意圖佔領並控制麥加，因此該城與大部分漢志地區一樣經歷許多政權更替。最終麥加在1925年由伊本·沙特的陣營征服。從那時起，麥加開始擴大其規模、擴建基礎設施及新建現代化大樓，例如全球樓地板面積第三大及第四高建築麥加皇家鐘塔飯店，就矗立在禁寺之上。
非穆斯林者（卡菲勒）被嚴格禁止進入麥加，违者将遭到逮捕起诉、拘留审查和遣返。

## 名稱
「麥加」最早见于中国南宋淳熙五年（1178年）周去非所著《岭外代答》中麻嘉国。《宋会要》称之摩迦，《诸蕃志》称之麻嘉，《事林广记》称为默伽，《南海志》作默茄。元朝航海家汪大渊曾出洋到过天堂。《明史》称麥加为默加。明朝宣德五年（1430年），郑和下西洋，部下马欢等七人曾到天方，带去瓷器等物品，购买狮子、驼鸡，并画《天堂图》一册回京。天方国也派遣大臣带方物随七人朝贡。
麥加的英文拼寫一般為Mecca.
1980年代以來，沙烏地阿拉伯政府及其他人開始提倡Makkah的拼法，而全稱則是Makkah al-Mukarramah（意為「榮譽的麥加」），這種拼寫方式和阿拉伯語原音較為相近。此種拼寫方式已漸漸被許多組織所採用，包括聯合國、美國國務院以及英國的外交及聯邦事務部，但是「Mecca」仍然是最通行的拼寫方式。

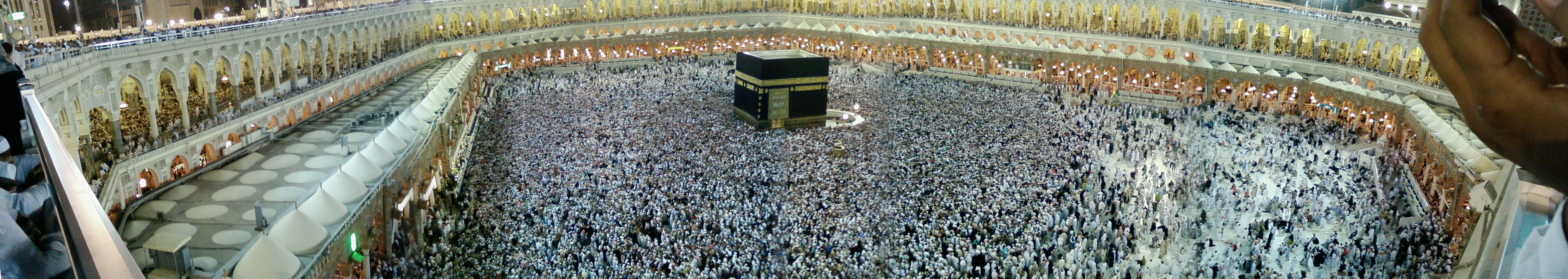
麦加——天房

## 政府機構
麥加由麥加市政府所管轄，市長（又名為「阿敏」，意為「值得信賴者」）是沙烏地政府所任命的。現任市長是奧薩瑪·巴爾（Osama Al-Bar）。市議會由十四人所組成，由市政府選出，負責市政的運作。
麥加是麥加省的省會，麥加省亦包括了鄰近的吉達。省長阿布杜拉·瑪濟德（Abdul Majeed）王子於2000年就任，任內病逝於2007年。2007年5月16日哈里發·費薩爾（Khalid al Faisal）被任命為新任省長。

## 歷史

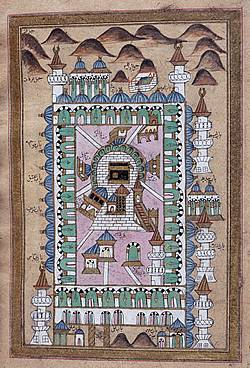
土耳其畫師於1787年所繪的禁寺及其周邊的宗教聖地（光明山）

### 早期階段
根据《古兰经》记载，麥加的歷史可追溯到易卜拉欣（亞伯拉罕）的時代，他在兒子易斯馬儀（以實瑪利）在大約西元2000年前一同建造克爾白。據說當地居民在亞瑪力人的影響下偏離了一神信仰。歷史學者認為克爾白後來被陳列了360個偶像和阿拉伯所有遊牧部落的部落偶像。到了七世紀時，麥加最重要的神祇是胡巴勒，古莱什族將其偶像放置其中。
麥加在托勒密的著作裡以「馬可拉巴」（Macoraba）之名著稱。五世紀時古莱什族控制了麥加，成為傑出的商賈。六世紀時，他們也加入了利潤甚豐的香料貿易，因為當時世界部分地區捲入了戰爭，使得貿易路線從危險的海域轉移至相對安全的陸路。拜占廷帝國本來控制著紅海，但海盜卻越來越猖獗。另外一條較舊的路線是從波斯灣經過底格里斯河和幼發拉底河，但途經的商人卻遭薩珊王朝大加剝削，同時又被拉赫姆人和伽珊人阻斷路線，並受羅馬和薩珊兩國交戰的干擾。麥加顯赫的商業地位使得它超越了佩特拉和巴爾米拉。
六世紀中期，北阿拉伯有三個主要的群落，與瀕臨紅海的西南海岸連成一氣，是紅海和東方大沙漠之間的可居地。這個區域就是有名的希賈茲地區，三個群落都緊挨著綠洲，水源沒有問題。希賈茲中部是雅什里布（Yathrib），後來易名為麥地那。雅什里布以南四百公里處是塔伊夫，是個山城。塔伊夫的西北邊就是麥加。雖然麥加周邊都是不毛之地，不過麥加仍然是三個群落之中最富有且最重要的。伊斯蘭歷史上表明，麥加因滲滲泉而擁有豐富的水源。滲滲泉的位置就是阿拉伯最神聖的聖地克爾白，也是主要的駱駝商隊的匯集路線。事實上，滲滲泉的水源對當地人來說已經很不足了，而克爾白只不過是半島上眾多的多神教神廟的其中一座而已。此外，對駱駝商隊而言，若他們只從麥加到敘利亞而不往返，那麼這樣的單程路線使得麥加成為貿易的終點站。
阿拉伯半島上的嚴酷環境經常導致部落間的衝突，但每年他們都會停戰一段時間，並前往麥加朝覲。這趟旅程有其宗教理由，即向克爾白致敬，並飲用滲滲泉的泉水。然而，這時也是一年一度仲裁紛爭的時刻，債務獲得解決，人們於麥加市集進行貿易。各部落因這些一年一度的盛事而產生共同的信念，使麥加在半島上的地位極其重要。
穆罕默德的曾祖父是首先替商隊安裝駱駝座騎的，而這已成為當地經濟的一部分。各部落聯盟與商賈們進行貿易，當地的遊牧部落則帶來皮革、牲畜與當地山區開採的金屬。因此駱駝商隊能夠在麥加滿載而歸，並前往敘利亞和伊拉克的城市進行貿易。伊斯蘭傳統宣稱從各大洲來的貨物也流通到麥加。北非和遠東地區應該流通香料、皮革、藥品、衣服和奴隸到敘利亞；麥加則大賺一筆，並買進武器、穀物和酒，並流通至阿拉伯各地。麥加人同拜占庭人和貝都因人簽訂合約，協調出商隊的安全路線。安全路線亦包含了水源和牧草的權利。這些額外的服務增強了麥加的政經勢力，成為各貿易部落（包括班努·塔米姆部落）所組成的鬆散聯盟的盟主。其他的勢力諸如阿比西尼亞人、伽珊人和拉赫姆人等都已經式微，而麥加卻是六世紀晚期阿拉伯地區首要的政經樞紐。

### 穆罕默德時期
穆罕默德生於西元570年，伊斯蘭教從此便不可避免地和麥加產生了關係。穆罕默德出生於統治階層古莱什部落的一個小分支，是為哈希姆家族。伊斯蘭傳統認為他於610年接受天啟，開始宣揚一神信仰，和麥加的異教信仰格格不入。穆罕默德在忍受了13年的迫害（見希吉拉）之後於622年與追隨者們一同遷移至麥地那。然而古莱什族與穆斯林的衝突仍然存在：兩軍爆發了白德爾戰役，穆斯林於麥地那城外打敗了古莱什族；但麥加的軍隊在武侯德戰役打敗了穆斯林。不過總的來說，麥加當局試圖消滅伊斯蘭的行動敗陣下來，而在627年的壕溝戰役裡全阿拉伯的聯軍也打不贏穆罕默德。

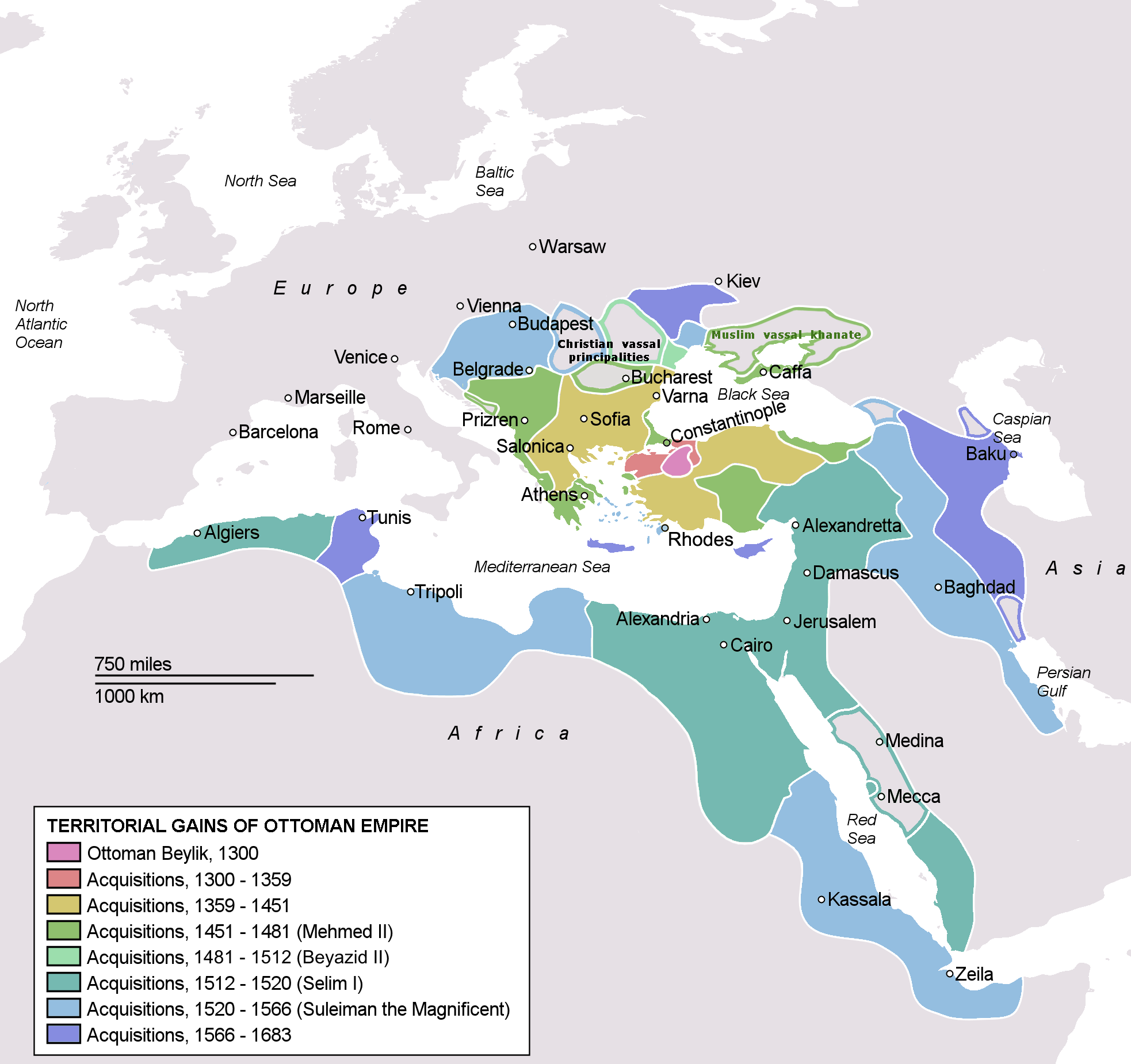
鄂圖曼土耳其帝國，其領土涵蓋了麥加

628年，穆罕默德及其追隨者和平地進入麥加，試圖進行朝覲。然而，穆斯林與麥加當局卻簽訂了侯代比亚和约，希望雙方停止戰鬥，而穆斯林被允許於次年進入麥加。兩年後古莱什族違反停戰協定，但很快地他們就向穆罕默德投降。穆罕默德宣佈特赦麥加人，並特別贈送禮物給統治階層。麥加克爾白裡的偶像和儀式壁畫全部都被清除一空。穆罕默德宣佈麥加是伊斯蘭教最神聖的地方，讓該地成為穆斯林朝覲的中心，這是伊斯蘭教的五功之一。雖然他攻克了麥加，但他卻選擇返回麥地那，讓阿塔布·本·烏賽德（Attab bin Usaid）統治該城。穆罕默德在阿拉伯地區的其他活動使他最終統一了整個半島，終結了麥加長期以來的混亂。
穆罕默德逝世於632年，但他對阿拉伯人耳提面命的團結觀念使得伊斯蘭教快速擴張，其勢力在幾百年內抵達北非和亞洲。隨著伊斯蘭帝國的擴張，麥加不僅持續吸引了阿拉伯地區，更吸引了帝國境內的朝覲者。每年都有成千上萬的穆斯林進行朝覲活動。
麥加也吸引了希望終年定居克爾白附近的學者和虔誠的穆斯林，當然也吸引了當地服務朝覲者的居民。由於到麥加朝覲有其困難之處且因花費考量，朝覲者多半選擇乘船抵達吉達，然後再朝內陸前進，或者搭順風車，跟著從敘利亞到伊拉克的駱駝商隊。

### 政治演變

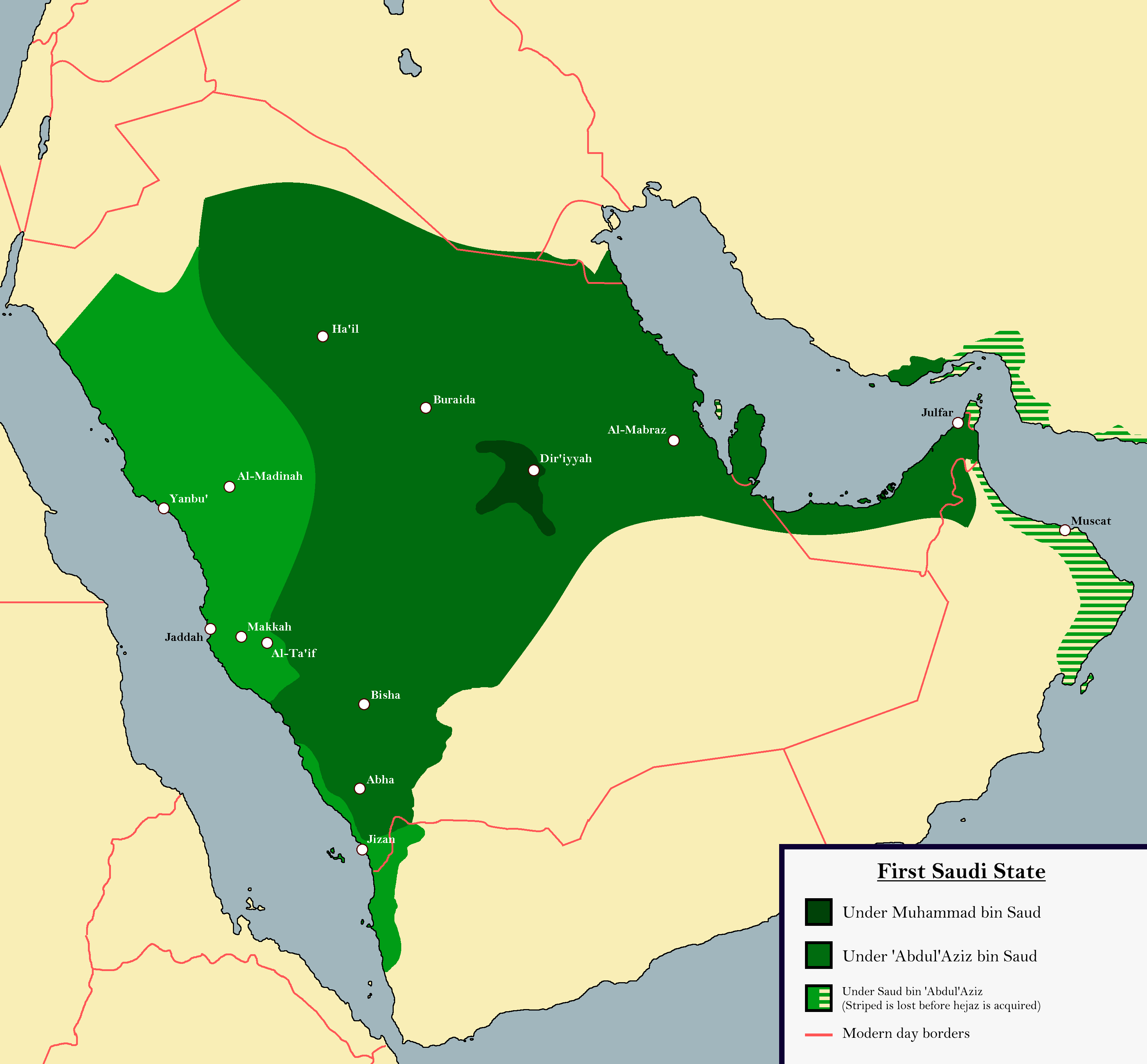
沙烏地阿拉伯建國初期，領土包括了麥加

麥加從未成為哈里發的首都，包括鄂圖曼帝國。不過穆斯林統治者卻大力維護著麥加。在歐麥爾和奧斯曼統治期間，由於洪水的顧慮而延攬基督徒工程師在麥加建造堤防。
在伊斯蘭歷史上，穆罕默德遷徙到麥地那，並使之成為伊斯蘭政權的第一個首都。倭馬亞王朝當政之後將首都遷至大馬士革，而阿拔斯王朝則遷至伊拉克的巴格達。伊斯蘭帝國的權力中心在往後的近五百年間一直都在巴格達，巴格達也就成為學術研究與商業中心。到了十三世紀，蒙古帝國入侵巴格達並加以洗劫。這是伊斯蘭歷史上最令人不堪的往事。在巴格達戰役之後，蒙古人接著就橫掃西方世界並征服了敘利亞。下一個緊接著成為伊斯蘭政權權力中心的城市是埃及的開羅。奧斯曼帝國崛起之後將首都遷往君士坦丁堡，雖然麥加仍然是蓬勃發展的貿易中心。當朝覲者抵達麥加之後，他們開始販賣他們帶來的各地貨物，以籌措朝覲所需的資金。此外他們也在麥加買入當地貨物，帶回家鄉轉賣。
阿卜杜拉·伊本·祖拜爾掌控麥加之後，麥加暫時又登上伊斯蘭的政治舞台。祖拜爾是早期反對倭馬亞哈里發的穆斯林。葉齊德一世於683年圍攻麥加。
後來麥加很少扮演政治角力的舞台，而是成為一座虔信與學術的城市，同時也是伊斯蘭國家失勢的王公自請出國避禍的地方。數世紀以來麥加一直都由當地的哈希姆家族(麥加謝里夫)所統治。
930年麥加卡拉米塔教派攻擊並洗劫麥加。此教派位於阿拉伯半島東部，屬於伊斯瑪儀派並信仰千禧年主義，由賈納比領導。1349年，黑死病襲擊麥加。1517年，麥加謝里夫巴拉卡特·本·穆罕默德承認奧斯曼帝國哈里發的地位，但在麥加仍然擁有極大的自治權。

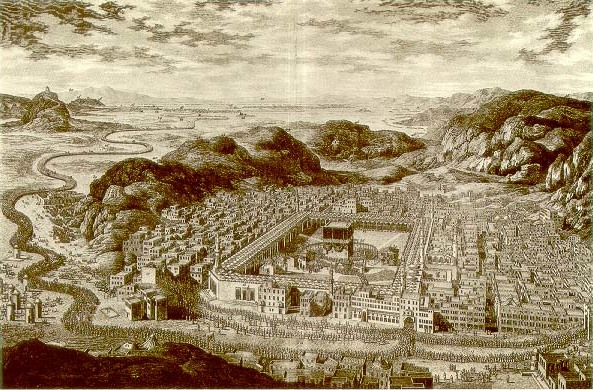
1850年的麥加

這對奧斯曼帝國的威信來說是一個重大的打擊。為了重返榮耀，位高權重的埃及總督穆罕默德·阿里奉命奪回麥加。他於1813年成功地克復麥加。1818年，瓦哈比派又被打敗，但殘餘的沙特家族又建立了第二沙烏地王國，一直存續到1891年，即後來沙烏地阿拉伯的前身。

### 沙烏地時期
1916年6月阿拉伯起義，麥加謝里夫侯赛因·本·阿里於麥加揭竿而起，反抗奧斯曼帝國。他的軍隊於麥加戰役（1916）之後首度奪得麥加。胡笙於是宣佈建立新國家－希賈茲王國－並以麥加為首都。在1924年的麥加戰役中，麥加的謝里夫被紹德家族推翻，而麥加則併入沙烏地阿拉伯。

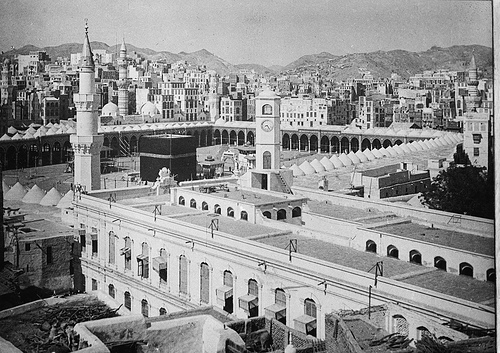
1910年的麥加

1979年11月20日，沙烏地傳道者歐泰比領導兩百名武裝的伊斯蘭主義份子攻佔麥加禁寺。他們宣稱紹德家族已不再代表純淨的伊斯蘭，禁寺和克爾白應當讓有真實信仰的人管理。他們挾持數萬名朝覲者並將自己關閉於寺內。此次事件持續兩週，導致數百人死亡並嚴重毀損禁寺，尤其是薩法－瑪爾瓦長廊。然而以不流血方式平息這次動亂的卻是巴基斯坦的軍隊。法國國家憲兵干預隊派遣一諮詢小組，提供巴基斯坦軍隊武器與攻堅計劃。
1987年7月31日，發生朝覲者的反美示威，沙烏地警方對群眾開槍，造成402人死亡［275名伊朗人、85名沙烏地人〔包括警察在內〕以及來自其他國家的45名朝覲者］，649人受傷［303名伊朗人、145名沙烏地人〔包括警察在內〕以及201名來自其他國家的朝覲者］。

## 地理

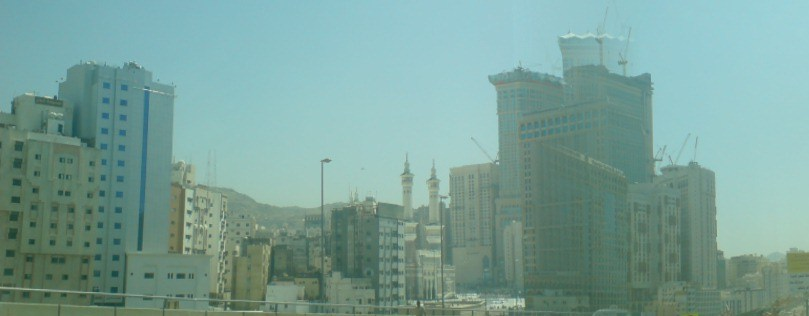
麥加天際線，攝於2008年

麥加海拔277公尺，距離紅海大約80公里。麥加位處群山之間，以致當代發展受限。
麥加的中心點是禁寺，此地比麥加大部分的區域都來得低。禁寺週邊區域則是舊城區，有許多服務朝覲者的住宿設施，也包括國際連鎖的高檔飯店。禁寺北邊的大街道有穆達阿（Al-Mudda'ah）和蘇克·萊爾（Sūq al-Layl），南邊則有蘇格·阿薩基爾（As-Sūg Assaghīr）。沙烏地人擴大禁寺的規模，數百間房屋已被寬闊的大道和廣場所取代。傳統的房屋由當地的石材建造，通常有二至三層樓高。今日麥加都會區的面積已超過1,200平方公里。
麥加座落於山間谷地，常被稱為「麥加之谷」。麥加的地理位置對商貿來說也很重要，是貿易路線的重點站。
前現代時期的麥加充分運用當地的主要水源。最先開採的水源是井水，例如滲滲泉流出的鹹水。第二種水源是阿拉法特山以東幾公里處或在麥加東南約20公里處的阿因·祖拜達（Ayn Zubayda）泉水，來自薩德山（J̲abal Saʿd）與卡布卡布山（Jabal Kabkāb）兩山。泉水藉由地下管線流向麥加。第三種較零星的水源是雨水，人們利用小型蓄水池加以貯存。麥加自古以來降雨不足，但有時滂沱大雨還會造成洪水。根據庫爾第（Al-Kurdī）的說法，截至1965年為止麥加歷史上共有89次洪水，其中有好幾次就發生在沙烏地阿拉伯時期。二十世紀最嚴重的洪水發生於1942年。從那時候起，政府就著手建造水壩，以改善洪患問題。

### 氣候
為熱帶半乾旱氣候，終年高溫乾燥，日夜溫差較大。一年之中常常會出現反常的天氣型態，例如夏季時來自阿拉伯半島或北非沙漠的沙塵暴。
麥加没有真正意义上的冬季（最冷月平均气温接近24 °C），即便在最冷月也时常出现炎热天气。而夏季漫长，4月至10月平均气温均超过30 °C，平均最高温更是可超过人的体温（约37 °C），正午40 °C及以上的气温极为常见，夜晚气温也很少低于25 °C。麥加降雨稍多，全年平均降雨量约588毫米，大部分集中在二月和十月。
| 麥加                                                                             | 麥加        | 麥加         | 麥加         | 麥加         | 麥加         | 麥加         | 麥加        | 麥加         | 麥加         | 麥加         | 麥加         | 麥加         | 麥加          |
| 月份                                                                             | 1月         | 2月          | 3月          | 4月          | 5月          | 6月          | 7月         | 8月          | 9月          | 10月         | 11月         | 12月         | 全年          |
| -------------------------------------------------------------------------------- | ----------- | ------------ | ------------ | ------------ | ------------ | ------------ | ----------- | ------------ | ------------ | ------------ | ------------ | ------------ | ------------- |
| 历史最高温 °C（°F）                                                              | 37.0 (98.6) | 38.3 (100.9) | 42.0 (107.6) | 44.7 (112.5) | 49.4 (120.9) | 49.8 (121.6) | 53 (127)    | 49.6 (121.3) | 49.4 (120.9) | 46.8 (116.2) | 40.8 (105.4) | 37.8 (100.0) | 53 (127)      |
| 平均高温 °C（°F）                                                                | 30.2 (86.4) | 31.4 (88.5)  | 34.6 (94.3)  | 38.5 (101.3) | 41.9 (107.4) | 43.7 (110.7) | 46 (115)    | 44 (111)     | 42.7 (108.9) | 39.9 (103.8) | 35.0 (95.0)  | 31.8 (89.2)  | 38.3 (101.0)  |
| 日均气温 °C（°F）                                                                | 23.9 (75.0) | 24.5 (76.1)  | 27.2 (81.0)  | 30.8 (87.4)  | 34.3 (93.7)  | 35.7 (96.3)  | 35.8 (96.4) | 35.6 (96.1)  | 35.0 (95.0)  | 32.1 (89.8)  | 28.3 (82.9)  | 25.5 (77.9)  | 30.7 (87.3)   |
| 平均低温 °C（°F）                                                                | 18.6 (65.5) | 18.9 (66.0)  | 21.0 (69.8)  | 24.3 (75.7)  | 27.5 (81.5)  | 28.3 (82.9)  | 29.0 (84.2) | 29.3 (84.7)  | 28.8 (83.8)  | 25.8 (78.4)  | 22.9 (73.2)  | 20.2 (68.4)  | 24.6 (76.2)   |
| 历史最低温 °C（°F）                                                              | 11.0 (51.8) | 12.0 (53.6)  | 13.0 (55.4)  | 15.6 (60.1)  | 20.3 (68.5)  | 22.0 (71.6)  | 23.4 (74.1) | 24.0 (75.2)  | 22.0 (71.6)  | 18.0 (64.4)  | 16.4 (61.5)  | 12.4 (54.3)  | 11.0 (51.8)   |
| 平均降雨量 mm（）                                                                | 69.2 (2.72) | 104.7 (4.12) | 97.3 (3.83)  | 54.5 (2.15)  | 0.9 (0.04)   | 0.0 (0.0)    | 3.5 (0.14)  | 11.6 (0.46)  | 67.9 (2.67)  | 114.2 (4.50) | 28.7 (1.13)  | 35.8 (1.41)  | 588.3 (23.17) |
| 平均降水天数                                                                     | 4.1         | 6.9          | 5.0          | 3.6          | 0.7          | 0.0          | 0.2         | 1.6          | 4.3          | 7.6          | 3.9          | 4.1          | 42            |
| 平均相對濕度（％）                                                               | 58          | 62           | 48           | 43           | 36           | 33           | 34          | 39           | 45           | 63           | 58           | 59           | 48            |
| 来源：沙烏地阿拉伯防衛與航空部氣象和環境保護局國家氣象和環境中心年度地表氣候報告 |             |              |              |              |              |              |             |              |              |              |              |              |               |

### 土地利用
麥加擁有禁寺，是世界上最大的清真寺。禁寺環繞著克爾白，是穆斯林每日禮拜所面對的方向，也是穆斯林認為地球上最神聖的地方。禁寺也稱為「大清真寺」。目前禁寺包括內外禮拜場地在內的面積共有356,800平方公尺，在朝覲季節期間可容納至四百萬人。

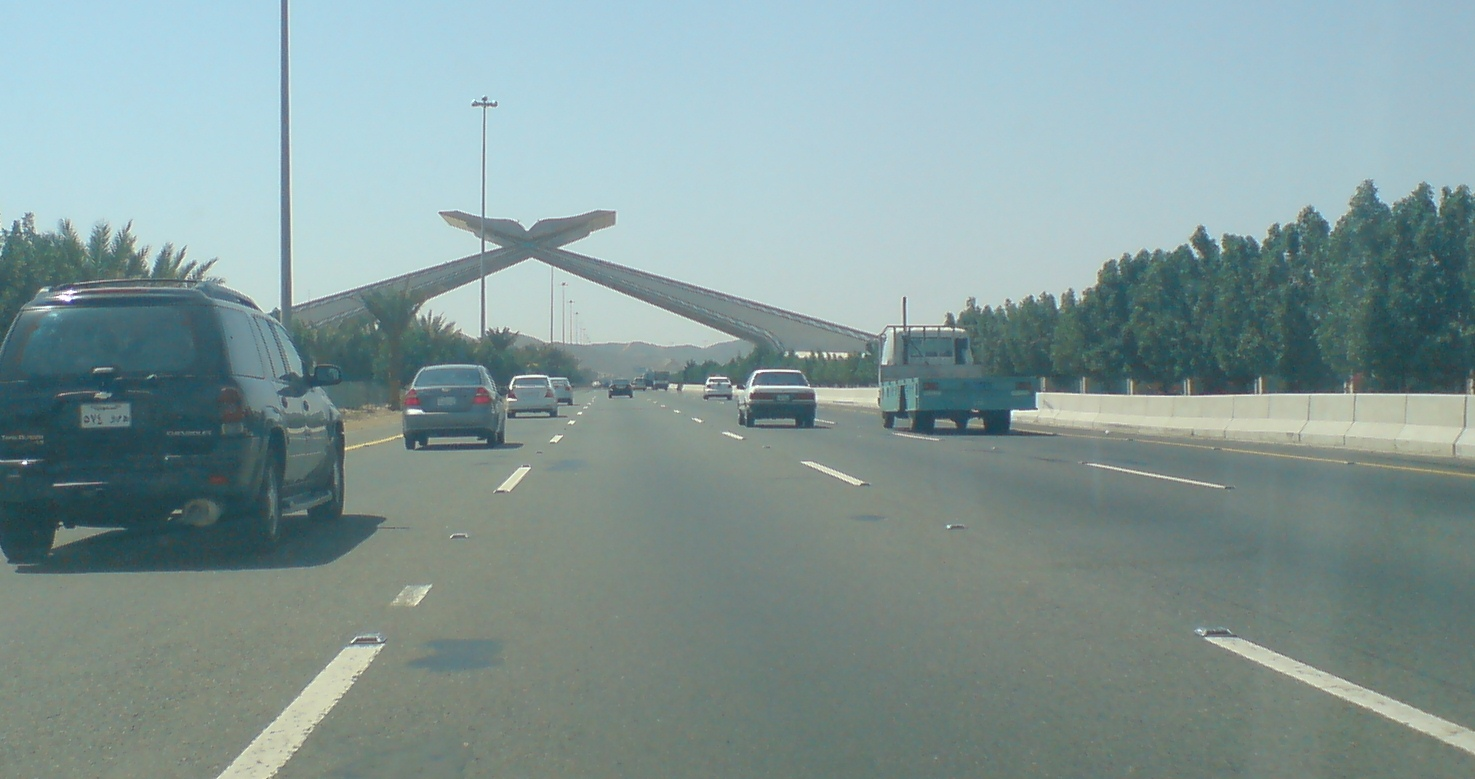
麥加的拱門，形狀像一本打開的古蘭經，標誌著禁地的起點，只允許穆斯林進入。

由於沒有對城市天際線景觀做控制，麥加最近的擴張出現了現代化的地標，例如麦加皇家钟塔饭店（ابراج البيت）塔群，高577公尺。Abraj Al-Bait塔群於2012年完工，成為世界最高的建築之一。塔群位於大清真寺入口的對面。
作為一座歷史名城，麥加擁有像是克爾白等數百處歷史地標。穆斯林相信克爾白由易卜拉欣（亞伯拉罕）和易斯馬儀（以實瑪利）所建。另外，滲滲泉也頗負盛名。
麥加兵營（土耳其語：Mekke Redif Kışlası）曾經是麥加最有名的建築之一。麥加兵營是奧斯曼帝國的城堡，面對著大清真寺，隨時防禦任何襲擊。不過沙烏地政府已將之拆毀，免費提供給週邊的新旅館和商業建築。

## 經濟
作為宗教聖地，麥加的經濟極度依賴每年的朝覲活動。曾有位學者說：「麥加人不營生，只服務朝覲者。」事實上，朝覲不僅帶動麥加的經濟，長久以來更對希賈茲和內志地區的經濟產生了深遠的影響。賺取朝覲利潤有很多種方式，其中一種方式就是向朝覲者課稅，當然名目上大部分的正當理由都是維護古蹟與環境品質等來收取。大蕭條期間麥加的稅收大增，很多稅收的項目還持續到了1972年。隨著石油收益的增加，所有不必要的稅收都已取消。另一種賺取朝覲利潤的管道是透過服務朝覲者的方式，也是個體戶與生意人的主要市場。例如，沙國國家航空沙烏地阿拉伯航空自朝覲活動賺取了12%的收益、其他穆斯林國籍航空也是，搭乘或租用陸地交通工具到麥加的車資也有利可圖，甚至包含停車等；旅館與其他寄宿公司也收入不菲。
麥加在朝覲季節期間所賺取的利潤超過一億美元。沙烏地政府則為朝覲活動花費了五千萬美元。麥加境內有一些工業與工廠，但麥加不再扮演沙國主要的經濟角色；今日沙國的經濟主要以石油輸出為主。麥加的工業種類很少，目前有紡織、家具以及廚具。麥加的經濟大部分還是以朝覲服務為主。麥加的水源稀少，食物必須自「舒也巴」（Shu'eyba）水廠和吉達輸入，人數龐大的時候價格理所當然很高。
儘管如此，麥加還是建立了許多工業，也都是服務日益增長的市民。各式各樣的產業自1970年以來便存續至今：波形鐵皮製造、銅生產、木材商店、沙發皮套服務、植物油提煉廠、糖果製造、麵粉研磨、麵包烘焙、家禽養殖、冷凍食品進口、照片沖洗加工、秘書工作、冰塊工廠、飲料罐製造（不含酒精）、理髮、書店、旅遊代辦處、銀行。
麥加的發展在二十世紀和二十一世紀大幅成長。搭乘輪船與客機很方便且許多人也負擔得起，增加了朝覲人數。數以千計的沙烏地人每年都會負責監督管理朝覲活動，且到各大旅館和商店去當職員，以服務朝覲者。麥加現有高速公路環繞著，且擁有購物中心、展覽館與摩天大樓等休閒。

## 人口
麥加的人口密度很高。大部分長住麥加的人都住在舊城區，其中有許多人從事當地名為「朝覲工業」的行業。沙烏地朝覲部部長伊雅德·瑪達尼（Iyad Madani）說：「我們從不停止準備朝覲事宜。」每年朝覲者湧入麥加進行副朝。在都爾黑哲月的最後幾週，平均有四百萬穆斯林抵達麥加進行大朝。
朝覲者來自不同族群與背景，主要來自非洲、中亞、東南亞、歐洲以及中東。他們之中有許多人乾脆留在麥加，定居下來。因此，麥加的族群比其他的沙烏地城市還要多元，文化也更兼容並蓄。此外，過去五十年來的石油收益也帶來了數十萬名移民勞工。

## 文化
麥加的文化受到每年大量朝覲者的影響，因而以豐富的文化遺產自豪。
第一台印刷機於1885年由奧斯曼帝國瓦利奧斯曼·努里帕夏（Othman Nūrī Pash̲a）帶進麥加。在哈希姆部落統治時期，此印刷機被用於印製麥加的官方公報《朝向報》（al-Ḳibla）。沙烏地政權則擴大印刷機的用途，印製沙烏地官方公報《諸城之母報》（Umm al-Ḳurā）。自此之後印刷機與印刷技術從中東地區引入麥加，而且大都假道吉達。
吉達擁有一份主要的阿拉伯語報紙《太陽報》（Shams）。不過，麥加也有其他的沙烏地以及國際報紙，例如《沙烏地公報》、《麥地那報》、《歐卡茲報》（Okaz）、《國家報》（Al-Bilad）。前三份報紙是麥加的主要報紙，主要報導麥加的新聞，擁有超過一百萬名讀者。
麥加有許多電視台：沙烏地電視一台、沙烏地電視二台、沙烏地電視體育、沙烏消息新聞台、阿拉伯電台暨電視聯播網以及數百個有線電視、衛星電視和專業的電視業者。
在前現代時期的麥加，最普遍的運動是即席摔角和賽跑。足球是麥加目前最流行的運動。麥加還主持了沙烏地阿拉伯某些歷史最悠久的運動組織，例如團結足球隊（創立於1945年）。阿布杜勒·阿濟茲國王體育館是麥加最大的體育館，能夠容納33,500人。

### 宗教意義
絕大部分的麥加居民都是遜尼派穆斯林，少部分是什葉派。
《古蘭經》要求穆斯林在禮拜時面向麥加的克爾白。起初所面對的方向是耶路撒冷的阿克薩清真寺。此種傳統影響了新穆斯林社群朝向克爾白的禮拜方式，從七世紀至今都是如此。這種面對神聖方向的抉擇在中世紀產生了非主流的學術領域，和主流的伊斯蘭數學地理傳統及地圖製作不同。
今日麥加的文化受到了18世紀中期阿拉伯半島中部的宗教運動的影響。此宗教運動即有名的瓦哈比運動。此外麥加也受到沙斐儀法學派的影響。另外，自由主義者與宗教學者的衝突對麥加社會也造成很大的影響。
自7世紀以來，麥加每年接受了世界各地幾百萬穆斯林前來朝覲，促成了文化的融合，對麥加的社會和宗教造成深遠的影響。
沙烏地法律不允許非穆斯林進入麥加。CNN的報導如下：
許多宗教學者表示，這種「歧視」始終存在著，因為麥加曾經是穆斯林－包括穆罕默德－遭受迫害並逐出的地方。當穆罕默德和他的追隨者掌控麥加時，他們使麥加成為聖地……每個穆斯林在此都能感到安全。

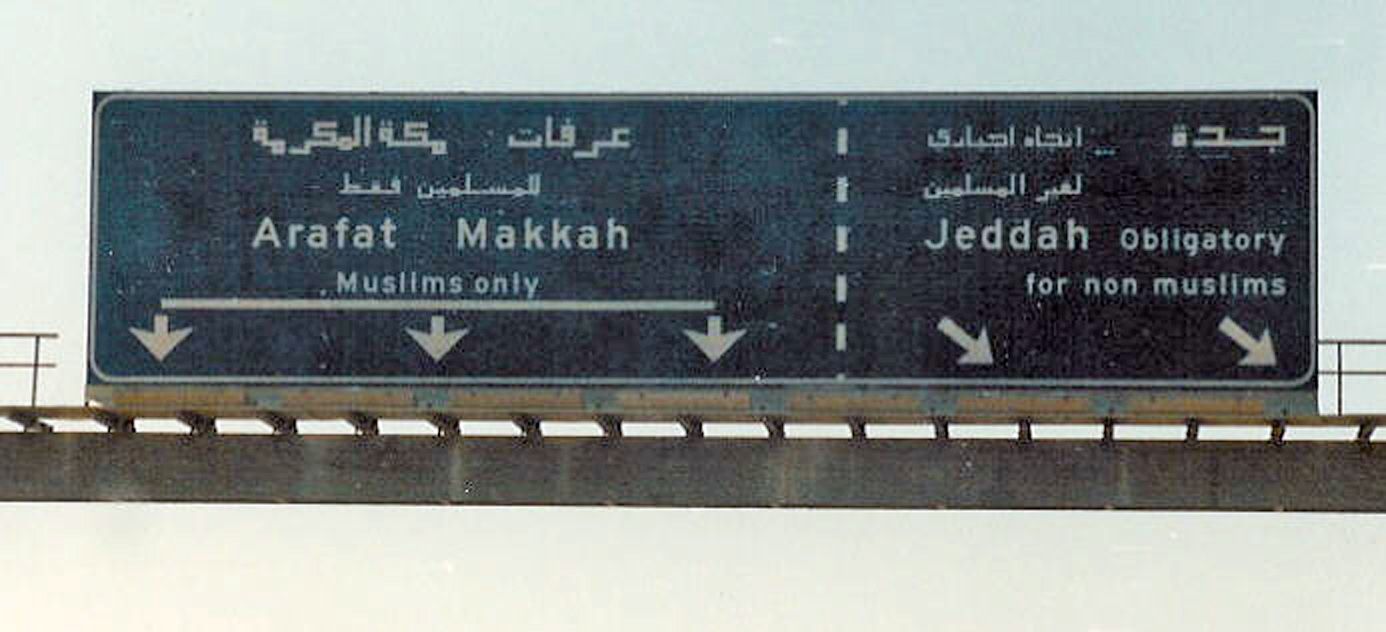
公路的路標：虛線左方標示往麥加的車道，下方註明「限穆斯林前往」；右方標示往吉達的車道，下方註明「非穆斯林」

使用假證件進入穆斯林聖地者會被沙烏地當局逮捕並起訴。
沙烏地政府引用以下的《古蘭經》經文以證明這個法律的效力，不過對於這句經文也有其他的解釋（有經人一般並不被視為異教徒）：
「信道的人們啊！以物配主者只是污穢，故從今年起不准他們臨近禁寺；如果你們畏懼貧困，那麼，真主將以祂的恩惠使你們滿足，如果祂意欲。真主確是全知的，確是至睿的。」（古蘭經 9：28）
如同一般人所想的，靠近非穆斯林居住地的穆斯林城市和神祕的朝覲儀式激起了世界各地人們的強烈好奇心。有些人喬裝成穆斯林進入麥加、潛入禁寺親身體驗朝覲盛況。外國人當中親自到麥加並對麥加進行最著名的刻畫的當屬伯頓，著有《到麥加與麥地那朝覲的個人記述》（A Personal Narrative of a Pilgrimage to Mecca and Medina），伯頓以阿富汗蘇菲派卡迪里耶信徒的身分動身前往。
現代麥加的主要產業是支應每年朝覲季節前來朝覲的人們，但也支應了全年任何時間的朝覲者。訪客主要拜訪的地點包括：
克爾白是古代就建造的，是所有穆斯林禮拜時的方向。許多穆斯林相信克爾白可追溯回西元前2000年，那是亞伯拉罕的時代。在巡遊克爾白的儀式中，所有朝覲者都必須以黑石為起點，逆時針繞行克爾白七次。
穆斯林相信真主將滲滲泉顯現給易斯馬儀的母親夏甲（هاجر）。她為襁褓中的兒子絕望地尋找水源，但始終找不著。麥加坐落在水源稀少的炎熱乾燥山谷。根據這個傳統，滲滲泉是真主恩賜的。人們相信它能夠解除飢餓與乾渴，而且還能治病。政府將滲滲泉的水輸送到禁寺和麥地那先知清真寺的降溫設備，供給大眾飲用。所有朝覲者盡其所能地在朝覲期間能夠飲用滲滲泉的泉水。

### 飲食

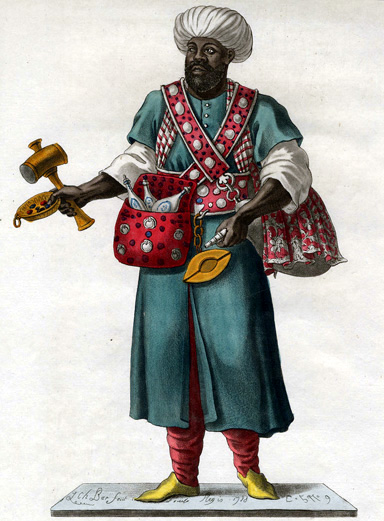
薩加

麥加居民由許多不同的族群和國籍所組成。種族的混合大大地影響了麥加的傳統飲食。
就像沙烏地其他城市，內志地區的卡布沙是麥加人最傳統的午餐。葉門的曼迪也是很風行的午餐。
沙威玛、柯福塔和羊肉串等烤肉在麥加都有很好的市場。在拉瑪丹月，咖喱角和埃及蠶豆餐是薄暮時分最流行的食物。這些餐點幾乎在黎巴嫩、敘利亞和土耳其的餐廳都能找到。好幾年前的拉瑪丹月有個奴隸叫做「薩加」（Sagga），他會在薄暮時分提供富含礦物質的水給人們飲用。薩加們也提供葡萄汁。今日薩加已經是富有的商人，轉而供應巴卡拉瓦和巴斯伯薩（Basbousa），附有果汁。
國際食品在麥加也很流行。美國連鎖餐廳諸如麥當勞、漢堡王、達美樂披薩和肯德基等都很流行，烹飪也符合清真標準。

### 語言
麥加擁有特有的區域方言，稱為希賈茲方言或麥加方言。麥加方言經常被視為阿拉伯語裡最正統的方言之一。
希賈茲方言的發音在某些方面和波灣方言有所不同。古典阿拉伯語的字母 qaaf（ق）發成 /g/，即“get”裡的音。希賈茲阿拉伯語對於字母 ğim（ج）的發音也較保守，和古典阿拉伯語時期的有聲硬齶爆破音 /ɟ/ 和硬齶化塞音 /gʲ/ 相近。這兩個音被專家視為古典阿拉伯語裡的正統發音。這表示希賈茲地區許多方言在發 ğim 時都發成 /g/ 或 /ʒ/。某些人則把齒間音 /θ/ 發成 /t/ 或 /s/。
希賈茲方言也吸收了來自其他阿拉伯語方言的元素，包括黎凡特阿拉伯語和埃及阿拉伯語。

### 教育
麥加的正式教育在奧斯曼帝國晚期開始，並由哈希姆統治階層延續下去。首先改善麥加教育的人是吉達商人穆罕默德·阿里·宰納勒·里阿（Muhammad ʿAlī Zaynal Riḍā）。他於1911到1912年間在麥加創立了「成功學校」（Madrasat al-Falāḥ），耗資400,000英鎊。
麥加有很多公立與私立學校，分成男校和女校。2005年，麥加共有532所男子公私立學校，女子則有681所。公立和私立學校的教學語言都是阿拉伯語，同時著重第二語言英語。但是有些外國人設立的私立學校，例如國際學校，則使用英語教學。國際學校也允許男女合校。
至於高等教育，麥加只有一所大學，即諸城之母大學，1949年創立時名為「沙里亞學院」，1979年轉型為公立大學，1981年改為今天的校名。

### 通訊
沙烏地政府很早就注重麥加的電信通訊了。阿布杜·亞濟茲國王大力推動電信通訊，因為他知道電信很方便而且有利於統治。胡笙國王主政期間麥加約有二十支電話；1936年增加到了450支，大約佔了全國電話總數的一半。當時電話線已連接至吉達和塔伊夫，但尚未延伸至首都利雅德。到了1985年，麥加和其他的沙烏地城市一樣，擁有最現代化的電話、電報交換設備、收音機和電視。
在哈希姆家族統治下，希賈茲地區建置了有限的無線通訊。1929年，希賈茲地區許多城鎮架設了無線通訊用的基地台，到了1932年已能發揮全部功能。戰爭期間的通訊網路在第二次世界大戰之後很快地獲得大幅度的擴充與改善。自此之後，無線通訊被用來引導朝覲者，以及對朝覲者進行廣播。這項服務於1950年開始，起初報導阿拉法特平原的朝覲實況。到了1957年，「無線麥加」成為中東地區功率最強的電台，高達50千瓦；後來還增強到450千瓦。一開始無線麥加並不播音樂，而是採漸進的方式增加播放的次數。

### 運輸
在運輸方面，和朝覲或副朝有關的運輸設備是沙烏地政府優先建設的選項。麥加只有小型的麥加東方機場，沒有提供任何航班服務，因此大部分的朝覲者都搭機飛往阿卜杜勒-阿齐兹国王国际机场（JED）或搭船到吉達港；這兩個節點都位於吉達。
在朝覲季節以外，麥加都缺少為當地人或外地人服務的公共運輸系統。人們在麥加的主要交通方式是駕駛私人車輛或乘坐私營的計程車。
2010年11月13日，麦加地铁投入运营，現行僅在朝覲期間載客營運。
2018年，連接麥加、吉達和麥地那的哈拉曼高速鐵路投入運營，自此信徒可以從吉達機場乘搭高鐵前往兩大聖城朝覲。

## 延伸閱讀
- （南宋）周去非著《岭外代答》中华书局
- （明）马欢原著 万明校注 明钞本 《瀛涯胜览》校注 海洋出版社 2005 ISBN 978-7-5027-6378-7
- （明）巩珍著《西洋番国志》中华书局 ISBN 978-7-101-02025-0
- 陈佳荣，谢方，陆俊玲 《古代南海地名》 中华书局 1986年版998页MEKKA 条

## 外部連結
- 维基导游上有關麥加（英文）的旅行指南
- 維客旅行上的麥加（页面存档备份，存于）（英文）
- 谷歌地圖
- Holy Mecca Municipality Official website (in Arabic)
- Makkah Live 24/7 Makkah Live
- Saudi Information Resource – Holy Mecca（页面存档备份，存于）
- Mecca Then and Now - slideshow by Life magazine
- Personal Narrative of a Pilgrimage to Al Madinah and Meccah, by Richard Burton